# Chapelle du Rosaire de Vence
Pour les articles homonymes, voir Chapelle du Rosaire.
La chapelle du Rosaire, dite aussi chapelle Matisse, est une chapelle érigée de 1949 à 1951 à Vence (Alpes-Maritimes) pour le Couvent des Dominicains. Conçue par l'architecte Auguste Perret (1874-1954) et décorée par Henri Matisse (1869-1954), elle est consacrée le 25 juin 1951.

## Historique
Sur les hauteurs de Vence, on aperçoit le toit de tuiles blanches et bleues et une croix en fer forgé d'une modeste chapelle, dont l'architecture simple se remarque à peine. Cette chapelle est l'œuvre du peintre Henri Matisse, qui la considérait comme le « chef-d'œuvre de son existence », le « résumé de toute sa vie active ». Il consacra quatre années de « travail exclusif et assidu » à la réalisation de ce projet qu'il a voulu avec son ancienne infirmière et modèle Monique Bourgeois.
La relation amicale et relativement peu connue entre Matisse et cette jeune femme fut à l'origine de la décoration de la chapelle du Rosaire par le peintre. Matisse, qui était venu dans la région de Vence pour se soigner, avait passé une annonce pour rechercher une « jeune et jolie infirmière » pour l'aider à se soigner. Monique Bourgeois, jeune infirmière de 21 ans, amatrice d'art, y répondit. Une relation forte se noua entre le peintre et son infirmière, qui lui servit de modèle. La guerre les sépara. Lorsqu'ils renouèrent leur relation, la jeune infirmière était devenue sœur Jacques-Marie, depuis qu'elle avait rejoint l’ordre dominicain en 1946. Ensemble, ils formèrent le projet de construire une chapelle pour le couvent des Dominicains.
Matisse se prit d'enthousiasme pour le projet. Sœur Jacques-Marie lui servit d'assistante et d'intermédiaire auprès de la communauté religieuse des sœurs dominicaines. Pour Matisse, la Chapelle de Vence représentait l'aboutissement d'une recherche de concision et de dépouillement, où il atteint, selon ses mots, à « un art d'équilibre, de pureté, de tranquillité ».
Très malade, l'artiste n'a pu assister à l'inauguration de son œuvre, en 1951. Il écrivit ceci à cette occasion :

« Je n'ai pas cherché la beauté, j'ai cherché la vérité. Je vous présente en toute humilité la chapelle du Rosaire des dominicaines de Vence… Cette œuvre m'a demandé quatre années d'un travail exclusif et assidu. Elle est le résultat de toute ma vie active… Je la considère, malgré toutes ses imperfections, comme mon chef-d'œuvre. »

La chapelle est par la suite très rapidement inscrite au titre des monuments historiques le 28 décembre 1965.

## Description de la chapelle
Très controversée dès son achèvement, elle constitue non seulement une œuvre capitale de Matisse, mais aussi un témoignage de l'évolution de l'art sacré au XXe siècle. Extérieurement, l'architecture est très dépouillée, rien ne semble indiquer qu'il s'agit d'une chapelle si ce n'est une immense croix de fer forgé aux « appogiatures » dorées à la feuille par le doreur Atilius Arrighi. Elle comporte deux nefs convergentes, l'une pour les religieuses, l'autre pour les laïcs. À l'intérieur, sous les vitraux aux motifs de teintes vertes, jaunes et bleues, les dessins de Matisse se découpent sur un fond de céramique  blanche : saint Dominique, la Vierge à l'Enfant, le Chemin de croix. Même les ornements sacerdotaux ont été conçus dans un esprit « coordonné ». L'autel est tourné à 45°, vers l'est et pour regarder à la fois les deux nefs. Il est réalisé dans une pierre locale dont la texture et la couleur sont censées évoquer le pain.
Dans une galerie adjacente, des esquisses et projets de Matisse relatent les étapes franchies par l'artiste jusqu'à l'achèvement de l'œuvre définitive. 

### Le chemin de croix
Chacune des stations du chemin de croix est accompagnée d’une méditation dont le choix incomba à un religieux de la congrégation des Dominicains. Simplifié à l’extrême, le dessin des scènes évoque l’humilité et le dépouillement. Le Christ nous y est montré volontaire. L'artiste Jean Vincent de Crozals servait de modèle à Matisse pour ses dessins du Christ. Matisse choisit des carreaux de céramique uniformément blancs afin d’accentuer au maximum le contraste avec le dessin noir - contraste approprié au tragique conflit de la vie et de la mort. Les deux autres sujets de décoration réalisés sur panneaux de céramique (La Vierge à l’Enfant et Saint Dominique) furent l’objet de nombreuses séries d’étude. L’ensemble devant être très épuré, Matisse a réalisé le dessin du chemin de croix, de la Vierge et du grand saint Dominique à même la céramique posée au sol. Le peintre, en état de méditation, les yeux fermés pour une concentration maximale, était juché sur une estrade, le pinceau trempé dans l'émail et accroché au bout d'une canne à pêche : mais s'il a pu réaliser ainsi d'un seul jet ces fresques, ce ne fut qu'après un long travail préparatoire de centaines d'esquisses sur papier.

« Parlant des stations du chemin de croix dont il a recommencé sans fin les études, Matisse me disait : « Ces choses-là il faut les savoir tellement par cœur qu'on puisse les dessiner les yeux fermés ». »

— Journal du père Couturier le 9 août 1951

### Les vitraux

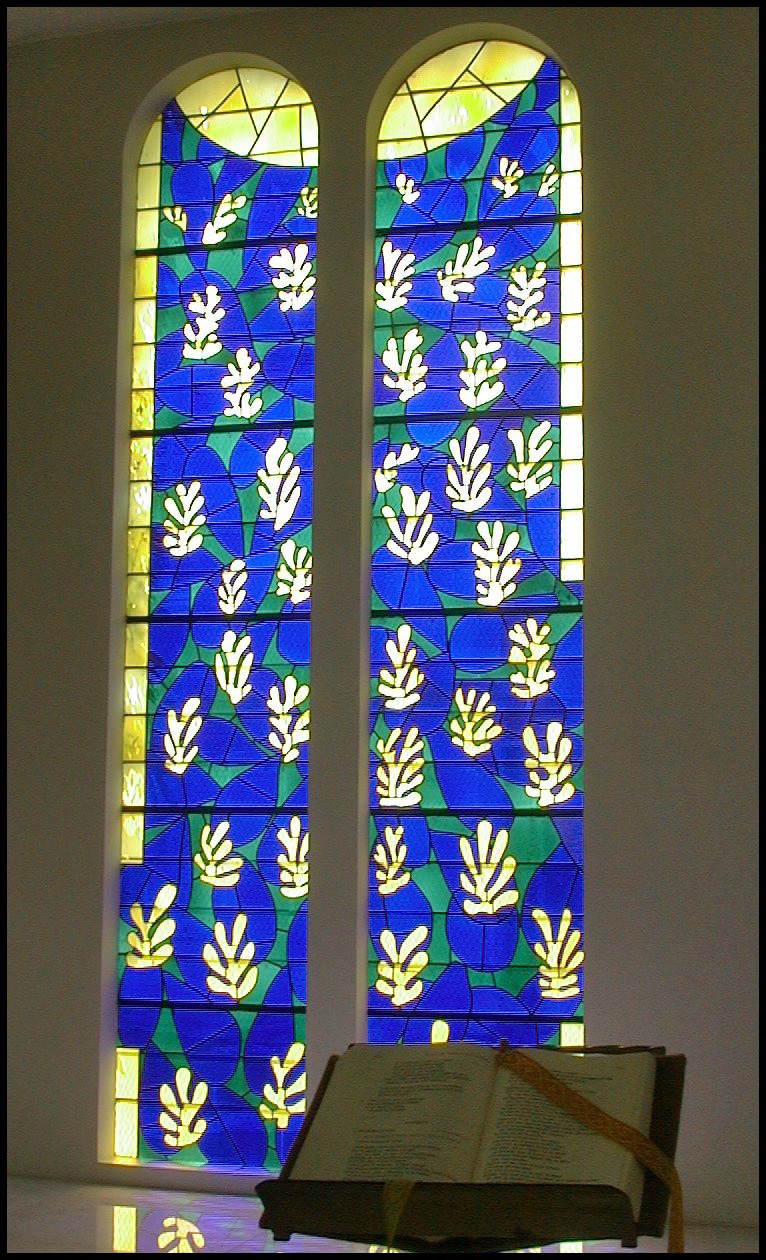
Vitrail de l'arbre de vie.

Les vitraux, en correspondance directe avec les céramiques, constituent l’alternative indispensable à l’« équilibre expressif de deux forces, la couleur du vitrail du côté droit et le blanc et noir sur tout le côté gauche ». Le vert, le jaune et le bleu, couleurs dominantes, s’inspirent de motifs végétaux.
En réalisant cet ultime travail pour la chapelle du Rosaire, Matisse (avec la collaboration du maître verrier Paul Bony) démontre ce qu’il a toujours proclamé, à savoir que l’art excède les « sensations rétiniennes » : « Je ne travaille pas sur la toile mais sur celui qui la regarde » déclare-t-il. Dans cet esprit, Matisse conçoit et effectue les éléments architecturaux (atelier blanc, porte du confessionnal et autel), les vitraux (Le Ciel sur la terre, Jérusalem céleste, Les Abeilles, Le Vitrail bleu pâle, L'Arbre de vie et des vitraux annexes comme le Poisson à l'Étoile ou un projet de vitrail Crucifixion non abouti), les céramiques (Pages murales, Le Chemin de croix, La Vierge à l’Enfant), (Saint Dominique, Le Médaillon de la Vierge) et les chasubles, ce qui explique leur excellente coordination et la parfaite harmonie d'ensemble.

### Les ornements
Voulant réaliser une œuvre totale, Matisse a également conçu six chasubles d'officiants pour la chapelle : blanche, rose, verte, violette, rouge et noire sur la base de vingt études en gouache découpée, n'en retenant que deux par chasuble (une par côté), soit un total de douze. Certains de ces documents préparatoires sont présentés à la chapelle ainsi qu'au Musée Matisse du Cateau-Cambrésis.

## Citations
« Tout art digne de ce nom est religieux. Soit une création faite de lignes, de couleurs : si cette création n'est pas religieuse, elle n'existe pas. Si cette création n'est pas religieuse, il ne s'agit que d'art documentaire, d'art anecdotique... qui n'est plus de l'art. »

— Henri Matisse

« Mais pourquoi faites-vous ces choses-là ? Je serais d'accord si vous étiez croyant. Dans le cas contraire, je pense que vous n'en avez moralement pas le droit. »

— Picasso à Matisse, à propos de la Chapelle du Rosaire

« Je lui ai dit, à Picasso : « Oui, je fais ma prière, et vous aussi, et vous le savez très bien : quand tout va mal, nous nous jetons dans la prière, pour retrouver le climat de notre première communion. Et vous le faites, vous aussi.  

Il n'a pas dit non.

 Au fond, Picasso, il ne faut pas que nous fassions les malins. Vous êtes comme moi : ce que nous cherchons tous à retrouver en art, c'est le climat de notre première communion »

— Réponse de Matisse à Picasso